# Aptilotus nigriscapus
Aptilotus nigriscapus är en tvåvingeart som beskrevs av Marshall 1983. Aptilotus nigriscapus ingår i släktet Aptilotus och familjen hoppflugor. Inga underarter finns listade i Catalogue of Life.